# Brephos
Brephos es un  género de lepidópteros perteneciente a la familia Noctuidae. Es originario de Sudáfrica.

## Especies
- Brephos ansorgei Jordan, 1904
- Brephos decora Linnaeus, 1764
- Brephos festiva Jordan, 1913
- Brephos nyassana Bartel, 1903
- Brephos staeleniana Kiriakoff, 1954
- Brephos sublaeta Kiriakoff, 1975